# Calais, Maine
Calais är en kommun i Washington County i delstaten Maine, USA.